# Pseudosaproecius comatus
Pseudosaproecius comatus là một loài bọ cánh cứng trong họ Bọ hung (Scarabaeidae).